# Oclusiva glotal
A oclusiva glotal (também conhecida como plosiva glotal surda) é um tipo de som consonantal utilizado em diversos idiomas. No português o fonema não está presente; no inglês ele é representado pelo hífen na expressão coloquial uh-oh!, pelo apóstrofo ou ʻokina em Hawaiʻi (na pronúncia autêntica do nome) e pela letra T, como, por exemplo, nas palavras button e bitten. Em outras variantes regionais da língua inglesa, o som da letra T, normalmente no meio das palavras, é completamente substituído por esse fonema. 
O símbolo que representa este som no alfabeto fonético internacional é ʔ. É chamado de oclusiva glotal porque o termo técnico para o espaço entre as dobras vocais, que são fechadas durante a produção deste som, é chamada de glote.

## Como pronunciar
1. Umas das formas de pronunciar esse fonema é pela frase em inglês (o som só é pronunciado no inglês britânico) "A little bottle of water" em que alguns dialetos da Inglaterra  o ''t'' não é pronunciado, e no lugar dele a oclusiva glotal é pronunciada.[1]
2. Outra forma é repetir ''oh-oh'', no segundo ''oh'' a oclusiva glotal deve ser pronunciada.[1]

O último método pode ser usado com qualquer outra vogal.

## Características
- Sua forma de articulação é oclusiva, ou seja, produzida pela obstrução do fluxo de ar no trato vocal.
- Como a consoante também é oral, sem saída nasal, o fluxo de ar é totalmente bloqueado e a consoante é uma plosiva.
- Seu local de articulação é glótico, o que significa que é articulado nas e pelas cordas vocais (pregas vocais).
- Não tem fonação, pois não há fluxo de ar pela glote.[2]
- Não tem voz, no entanto, no sentido de que é produzido sem vibração das cordas vocais.
- É uma consoante oral, o que significa que o ar só pode escapar pela boca.
- Como o som não é produzido com fluxo de ar sobre a língua, a dicotomia centro-lateral não se aplica.
- O mecanismo da corrente de ar é pulmonar, o que significa que é articulado empurrando o ar apenas com os pulmões e o diafragma, como na maioria dos sons.

## Escrita
Na romanização tradicional de muitas línguas, como o árabe, a parada glótica é transcrita com um apóstrofo, ⟨ʼ⟩, que é a fonte do caractere IPA ⟨ʔ⟩. Em muitas línguas polinésias que usam o alfabeto latino, no entanto, a parada glótica é escrita com um apóstrofo invertido, ⟨ʻ⟩ (chamado 'okina em havaiano e samoano), que é comumente usado para transcrever o ayin árabe também (também ⟨ʽ⟩) E é a fonte do caráter IPA para a fricativa faríngea sonora ⟨ʕ⟩. Em malaio, a parada glótica é representada pela letra ⟨k⟩, em võro e em maltês por ⟨q⟩.
Outras escritas também têm letras usadas para representar a parada glótica, como a letra hebraica aleph ⟨א⟩ e a letra cirílica palochka ⟨Ӏ⟩, usadas em várias línguas caucasianas. Os alfabetos latinos modernos para várias línguas indígenas do Cáucaso usam a letra heng ('Ꜧ ꜧ'). Na Tundra Nenets, é representado pelas letras apóstrofo ⟨ʼ⟩ e apóstrofo duplo ⟨ˮ⟩. Em japonês, as paradas glóticas ocorrem no final de interjeições de surpresa ou raiva e são representadas pelo personagem ⟨っ⟩.
Na representação gráfica da maioria das línguas filipinas, a parada glótica não tem uma simbolização consistente. Na maioria dos casos, no entanto, uma palavra que começa com uma letra-vogal (por exemplo, Tagalog aso, "cachorro") é sempre pronunciada com uma parada glótica não representada antes dessa vogal (como no alemão moderno e no hauçá). Algumas ortografias usam um hífen em vez do apóstrofo reverso se a parada glótica ocorre no meio da palavra (por exemplo, Tagalog pag-ibig, "amor"; ou Visayan gabi-i, "noite"). Se ocorrer no final de uma palavra, a última vogal será escrita com um acento circunflexo (conhecido como pakupyâ) se tanto uma tônica quanto uma parada glótica ocorrerem na vogal final (por exemplo, basâ, "molhado") ou um acento grave (conhecido como paiwà) se a parada glótica ocorre na vogal final, mas o acento ocorre na penúltima sílaba (por exemplo, batà, "criança").
Algumas línguas indígenas canadenses, especialmente algumas das línguas salishanas, adotaram o próprio símbolo fonético ʔ como parte de suas ortografias. Em alguns deles, ocorre como um par de caracteres maiúsculos e minúsculos, Ɂ e ɂ. O numeral 7 ou ponto de interrogação às vezes é substituído por ʔ e é preferido em alguns idiomas como o Squamish. SENĆOŦEN - cujo alfabeto é principalmente exclusivo de outras línguas Salish - contrastantemente usa a vírgula ⟨,⟩ para representar a parada glótica, embora seja opcional.
Em 2015, duas mulheres nos Territórios do Noroeste desafiaram o governo territorial sobre sua recusa em permitir que usassem o caractere ʔ nos nomes de suas filhas: Sahaiʔa, um nome Chipewyan, e Sakaeʔah, um nome Slavey (os dois nomes são na verdade cognatos) . O território argumentou que os documentos de identidade territorial e federal não foram capazes de acomodar o personagem. As mulheres registraram os nomes com hífens em vez de ʔ, enquanto continuavam a desafiar a política.
O uso da parada glótica é uma característica distinta dos dialetos do sul do continente Argyll do gaélico escocês. Em tal dialeto, a frase gaélica padrão Tha Gàidhlig agam ("Eu falo gaélico"), seria traduzida como Tha Gàidhlig a'am.

## Ocorrência
Em inglês, a parada glótica ocorre como uma junção aberta (por exemplo, entre os sons das vogais em uh-oh !) e alofonicamente em t-glotalização. No inglês britânico, a parada glótica é mais familiar na pronúncia cockney de "manteiga" como "bu'er". Além disso, existe a parada glótica como um início nulo para o inglês, ou seja, é a parada glótica não fonêmica ocorrendo antes das vogais isoladas ou iniciais (por exemplo, representando uh-oh!, [ˈɅʔoʊ] e [ˈʔʌʔoʊ] são fonemicamente idêntico a /ˈʌ.oʊ/).
| Línguas             | Línguas                       | Palavra         | AFI                                                                    | Significado                      | Notas |
| ------------------- | ----------------------------- | --------------- | ---------------------------------------------------------------------- | -------------------------------- | --- |
| Abcaz               | Abcaz                         | аи/ai           | [ʔaj]                                                                  | Não                              | |
| Adigue              | Adigue                        | ӏэ/'ė           | [ʔa]                                                                   | Braço                            | |
| Árabe               | Padrão moderno                | أغاني‎/'a'ġani   | [ʔaˈɣaːniː]                                                            | Músicas                          | Hamza. |
| Árabe               | Dialetos egípcio e levantino. | شقة‎/ša''a       | [ˈʃæʔʔæ]                                                               | Apartamento                      | Dialetos egípcio e levantino. Corresponde a /q/ ou [g] em outros dialetos. |
| Árabe               | Fez e Tremecemense            | قال‎/'al         | [ˈʔaːl]                                                                | Ele falou                        | Dialetos de Fez e Tremecém. Corresponde a /q/ ou [g] em outros dialetos. |
| Assírio neoaramaico | Assírio neoaramaico           | ܣܥܬ‎/s'aṭ        | [sʔɐt]                                                                 | Relógio                          | |
| Azeri               | Azeri                         | ər              | [ʔær]                                                                  | Marido                           | |
| Bikol               | Bikol                         | bàgo            | [ˈbaːʔɡo]                                                              | Novo                             | |
| Búlgaro             | Búlgaro                       | ъ-ъ/ŭ-ŭ         | [ˈɤʔɤ]                                                                 | Não                              | |
| Birmanês            | Birmanês                      | မြစ်များ/rcī mya:    | [mjiʔ mjà]                                                             | Rios                             | |
| Cebuano             | Cebuano                       | tubò            | [ˈtuboʔ]                                                               | Crescer                          | |
| Chamorro            | Chamorro                      | halu'u          | [həluʔu]                                                               | Tubarão                          | |
| Inguche             | Inguche                       | кхоъ / qoʼ      | [qoʔ]                                                                  | Três                             | |
| Chinês              | Cantonês                      | 愛/oi3          | [ʔɔːi˧]                                                                | Amor                             | |
| Chinês              | Wu                            | 一级了/yi ji le | [ʔiɪʔ.tɕiɪʔ.ʔləʔ]                                                      | Soberbo                          | |
| Cook Islands Māori  | Cook Islands Māori            | taʻi            | [taʔi]                                                                 | Um                               | |
| Tcheco              | Tcheco                        | používat        | [poʔuʒiːvat]                                                           | Usar                             | |
| Dahalo              | Dahalo                        |                 |                                                                        | Água                             | |
| Dinamarquês         | Dinamarquês                   | hånd            | [ˈhʌ̹nʔ]                                                                | Mão                              | Uma das realizações possíveis de stød. Dependendo do dialeto e do estilo de fala, pode ser realizado como uma laringização do som precedente.                                                                                      |
| Holandês            | Holandês                      | beamen          | [bəʔˈaːmə(n)]                                                          | Confirmar                        | |
| Inglês              | RP                            | uh-oh           | [ˈɐʔəʊ]                                                                | uh-oh                            | |
| Inglês              | Americano                     | uh-oh           | O ficheiro de áudio "uh-oh-pronunciation-audio.ogg" não foi encontrado | uh-oh                            | |
| Inglês              | Australiano                   | cat             | [kʰæʔ(t)]                                                              | Gato                             | Alofone de /t/. |
| Inglês              | Americano geral               | cat             | [kʰæʔ(t)]                                                              | Gato                             | Alofone de /t/. |
| Inglês              | Estuary                       | cat             | [kʰæʔ]                                                                 | Gato                             | Alofone de /t/. |
| Inglês              | Cockney                       | cat             | [kʰɛ̝ʔ]                                                                 | Gato                             | Alofone de /t/. |
| Inglês              | Escocês                       | cat             | [kʰäʔ]                                                                 | Gato                             | Alofone de /t/. |
| Inglês              | Norte da inglaterra           | the             | [ʔ]                                                                    | O                                | Alofone de /t/. |
| Inglês              | RP e GA                       | button          | [ˈbɐʔn̩]ⓘ                                                               | Botão                            | Alofone de /t/. |
| Finlandês           | Finlandês                     | sadeaamu        | [ˈsɑdeʔˌɑ:mu]                                                          | Manhã chuvosa                    | [ 15 ] |
| Alemão              | Do norte                      | Beamter         | [bəˈʔamtɐ]                                                             | Servidor civil                   | |
| Guaraní             | Guaraní                       | avañe'ẽ         | [ãʋ̃ãɲẽˈʔẽ]                                                             | Guaraní                          | Ocorre apenas entre vogais. |
| Havaiano            | Havaiano                      | ʻeleʻele        | [ˈʔɛlɛˈʔɛlɛ]                                                           | Preto                            | |
| Hebraico            | Hebraico                      | מַאֲמָר‎/ma'amar    | [maʔămar]                                                              | Artigo                           | Frequentemente omitido em um discurso casual. |
| Islandês            | Islandês                      | en              | [ʔɛn]                                                                  | Mas                              | Usado apenas de acordo com a ênfase, nunca ocorrendo em pares mínimos. |
| Iloko               | Iloko                         | nalab-ay        | [nalabˈʔaj]                                                            | Degustação suave                 | Hífen quando ocorre dentro da palavra. |
| Indonésio           | Indonésio                     | bakso           | [ˌbäʔˈso]                                                              | Bola de carne                    | Alofone de /k/ ou /ɡ/ no coda da sílaba. |
| Japonês             | Kagoshima                     | 学校gakō        | [gaʔkoː]                                                               | Escola                           | Marcado por 'っ' em Hiragana e por 'ッ' em Katakana. |
| Javanês             | Javanês                       | anak            | [änäʔ]                                                                 | Criança                          | Alofone de /k/ na posição morfema-final. |
| Jedek               | Jedek                         |                 | [wɛ̃ʔ]                                                                  | Lado esquerdo                    | |
| Cabardiano          | Cabardiano                    | ӏэ/'ė           | [ʔa]                                                                   | Braço ou mão                     | |
| Kagayanen           | Kagayanen                     | saag            | [saˈʔaɡ]                                                               | Piso                             | |
| Khasi               | Khasi                         | lyoh            | [lʔɔːʔ]                                                                | Nuvem                            | |
| Coreano             | Coreano                       | 일/il           | [ʔil]                                                                  | Um                               | Em variação livre sem parada glotal. Ocorre apenas na posição inicial de uma palavra. |
| Malaio              | Malaio                        | tidak           | [ˈtidäʔ]                                                               | Não                              | Alofone do /k/ final na coda da sílaba, pronunciado antes das consoantes ou no final da palavra. |
| Maltês              | Maltês                        | qattus          | [ˈʔattus]                                                              | Gato                             | |
| Māori               | Taranaki, Whanganui           | wahine          | [waʔinɛ]                                                               | Mulher                           | |
| Minangkabau         | Minangkabau                   | waʼang          | [wäʔäŋ]                                                                | Você                             | Às vezes escrito sem apóstrofo. |
| Mutsun              | Mutsun                        | tawkaʼli        | [tawkaʔli]                                                             | Groselha preta                   | Ribes divaricatum |
| Mingreliano         | Mingreliano                   | ჸოროფა/ʔoropha  | [ʔɔrɔpʰɑ]                                                              | Amor                             | |
| Nauátle             | Nauátle                       | tahtli          | [taʔtɬi]ⓘ                                                              | Pai                              | Muitas vezes não escrito. |
| Nez Perce           | Nez Perce                     | yáakaʔ          | [ˈjaːkaʔ]                                                              | Urso preto                       | |
| Nheengatu           | Nheengatu                     | ai              | [aˈʔi]                                                                 | Bicho-preguiça                   | |
| Oquinauano          | Oquinauano                    | 音/utu          | [ʔutu]                                                                 | Som                              | |
| Persa               | Persa                         | معنی‎/ma'ni      | [maʔni]                                                                | Significado                      | A transcrição (ou ausência dela) varia. |
| Polonês             | Polonês                       | era             | [ʔɛra]                                                                 |                                  | Na maioria das vezes ocorre como anlaut de uma vogal inicial (Ala -> [Ɂala]). |
| Pirarrã             | Pirarrã                       | baíxi           | [ˈmàí̯ʔì]                                                               | Pai                              | |
| Português           | Vernáculo brasileiro          | ê-ê             | [ˌʔe̞ˈʔeː]                                                              | ê-ê                              | Som marginal. Não ocorre antes ou depois de uma consoante. No discurso casual brasileiro, há pelo menos um par mínimo de [ʔ] –comprimento de vogal – acento de altura (triplamente incomum, os ideofones curtos ih vs. longos ih). |
| Português           | Alguns falantes               | à aula          | [ˈa ˈʔawlɐ]                                                            | À aula                           | Som marginal. Não ocorre antes ou depois de uma consoante. No discurso casual brasileiro, há pelo menos um par mínimo de [ʔ] –comprimento de vogal – acento de altura (triplamente incomum, os ideofones curtos ih vs. longos ih). |
| Rotumano            | Rotumano                      | ʻusu            | [ʔusu]                                                                 | Encaixar                         | |
| Samoano             | Samoano                       | maʻi            | [maʔi]                                                                 | Doença                           | |
| Sardo               | Alguns dialetos de Barbagia   | unu pacu        | [ˈuːnu paʔu]                                                           | Um pouco                         | Alofone intervocálico de /n, k, l/. |
| Sardo               | Alguns dialetos de Sarrabus   | sa luna         | [sa ʔuʔa]                                                              | A lua                            | Alofone intervocálico de /n, k, l/. |
| Servo-Croata        | Servo-Croata                  | i onda          | [iː ʔô̞n̪d̪a̠]                                                             | E então                          | Opcionalmente inserido entre vogais através dos limites das palavras. |
| Seri                | Seri                          | he              | [ʔɛ]                                                                   | Eu                               | |
| Somali              | Somali                        | ba'             | [baʔ]                                                                  | Calamidade                       | Embora /ʔ/ ocorra antes de todas as vogais, ele é escrito apenas medialmente e finalmente. |
| Espanhol            | Nicaraguano                   | más alto        | [ˈma ˈʔal̻t̻o̞]                                                           | Mais alto                        | Som marginal ou alofone de / s / entre vogais em palavras diferentes. Não ocorre antes ou depois de uma consoante. |
| Espanhol            | Yucateco                      | cuatro años     | [ˈkwatɾo̞ ˈʔãɲo̞s]                                                       | Quatro anos                      | Som marginal ou alofone de / s / entre vogais em palavras diferentes. Não ocorre antes ou depois de uma consoante. |
| Tagalo              | Tagalo                        | oo              | [oʔo]                                                                  | Sim                              | |
| Taitiano            | Taitiano                      | puaʻa           | [puaʔa]                                                                | Porco                            | |
| Tailandês           | Tailandês                     | อา/'ā           | [ʔaː]                                                                  | Tio/tia (irmão mais novo do pai) | |
| Tonganês            | Tonganês                      | tuʻu            | [tuʔu]                                                                 | Ficar de pé                      | |
| Tundra Nenets       | Tundra Nenets                 | выʼ/vy'         | [wɨʔ]                                                                  | Tundra                           | |
| Vietnamita          | Vietnamita                    | oi              | [ʔɔj˧]                                                                 | Abafado                          | Em variação livre sem parada glotal. |
| Võro                | Võro                          | piniq           | [ˈpinʲiʔ]                                                              | Cachorros                        | "q" é marcador plural em võro (maa, kala, "terra", "peixe"; maaq, kalaq, "terras", "peixes"). |
| Wagimano            | Wagimano                      | jamh            | [t̠ʲʌmʔ]                                                                | Comer                            | |
| Welayta             | Welayta                       | 7írTi           | [ʔirʈa]                                                                | Molhado                          | |
| Wallisiano          | Wallisiano                    | maʻuli          | [maʔuli]                                                               | Vida                             | |

Frequentemente, uma parada glótica ocorre no início da fonação das vogais após um silêncio.
Embora este segmento não seja um fonema em inglês, ele ocorre foneticamente em quase todos os dialetos do inglês, como um alofone de /t/ na coda da sílaba. Falantes de cockney, inglês escocês e vários outros dialetos britânicos também pronunciam um /t/ intervocálico entre as vogais como em city. Na pronúncia recebida, uma parada glotal é inserida antes de uma parada surda tautosilábica: stoʼp, thaʼt, knoʼck, waʼtch, também leaʼp, soaʼk, helʼp, pinʼch.
Em muitas línguas que não permitem uma sequência de vogais, como o persa, a parada glótica pode ser usada para interromper tal hiato. Existem intrincadas interações entre o tom descendente e a parada glótica nas histórias de línguas como o dinamarquês (ver stød), o chinês e o tailandês.
Em muitas línguas, o alofone intervocálico átono da oclusiva glótica é uma aproximação glótica de voz rangente. É conhecido por ser contrastivo em apenas um idioma, Gimi, no qual é o equivalente sonoro da parada.